# Mura di Pari

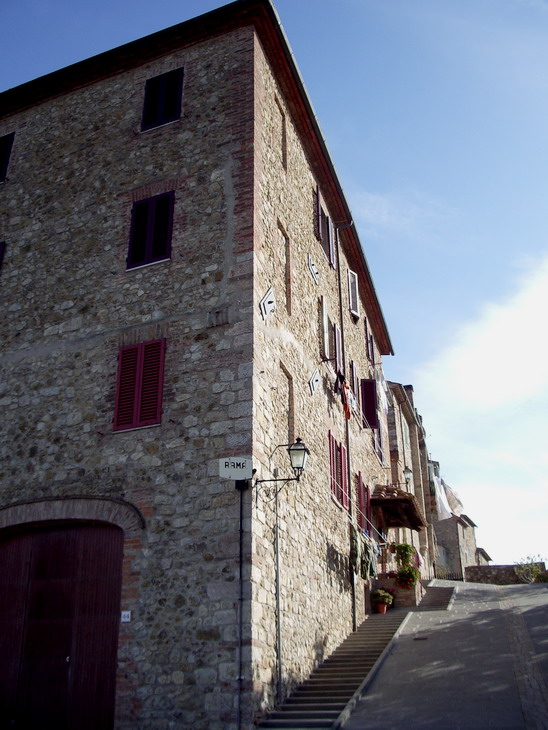
Lato sud-occidentale delle Mura di Pari

Le mura di Pari costituiscono il sistema difensivo dell'omonima frazione del comune di Civitella Paganico, originariamente sede dell'omonimo comune soppresso.

## Storia
La cinta muraria fu costruita verso la metà del XII secolo a protezione del centro di Pari, situato su una collina in posizione strategica rispetto alla sottostante valle dell'Ombrone. La costruzione del sistema difensivo fu voluta dagli Ardengheschi, che controllò il borgo dalle origini fino alla metà del Duecento.
Passato poi ad altre famiglie ed entrato a far parte della Repubblica di Siena, il borgo continuò ad essere protetto dalle originarie mura perimetrali, che non vennero però riqualificate con interventi per renderle ulteriormente fortificate, come invece stava avvenendo tra il tardo Medioevo ed il periodo rinascimentale in altri centri della zona.

## Descrizione
Le mura di Pari si sviluppano articolandosi lungo un perimetro di forma grossolanamente ellittica.
Originariamente rivestite in pietra, presentano alcuni tratti di cortina che hanno mantenuto intatto l'aspetto medievale; altri tratti nel corso dei secoli sono rimasti addossati o incorporati dalle pareti esterne di edifici del centro storico, che di fatto sono divenute parte integrante delle mura perimentrali.
L'accesso al borgo era originariamente possibile attraverso due porte, porta Grossetana a sud-ovest e porta Senese a est, delle quali si conservano soltanto alcune tracce, tra cui il pregevole stipite di epoca medievale della porta Grossetana sul quale trovava appoggio l'arco e quello della porta Senese che si è conservato in modo più grossolano.

## Galleria d'immagini

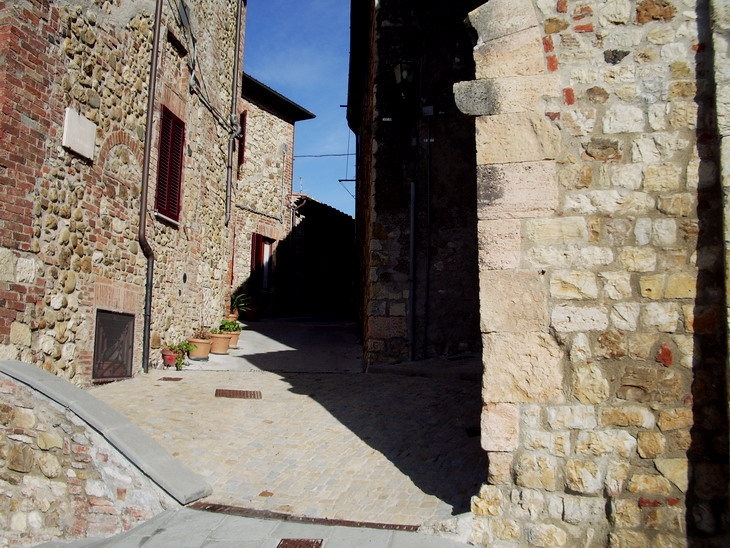
Resti della porta Grossetana
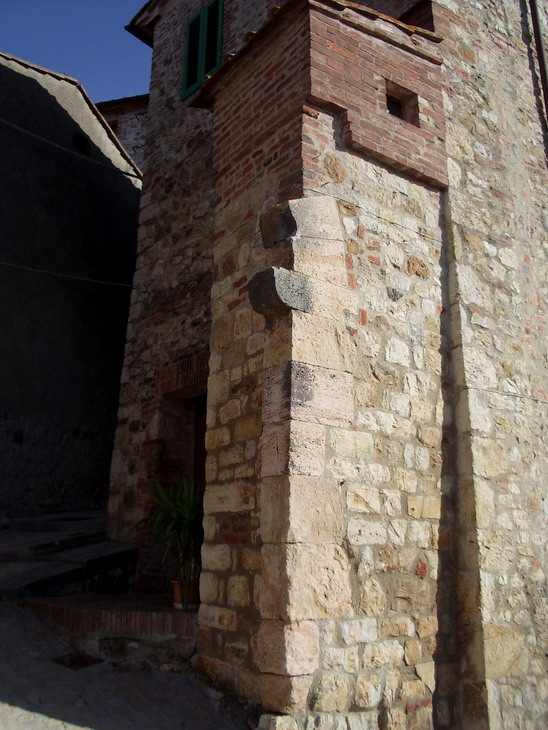
Stipite della porta Grossetana
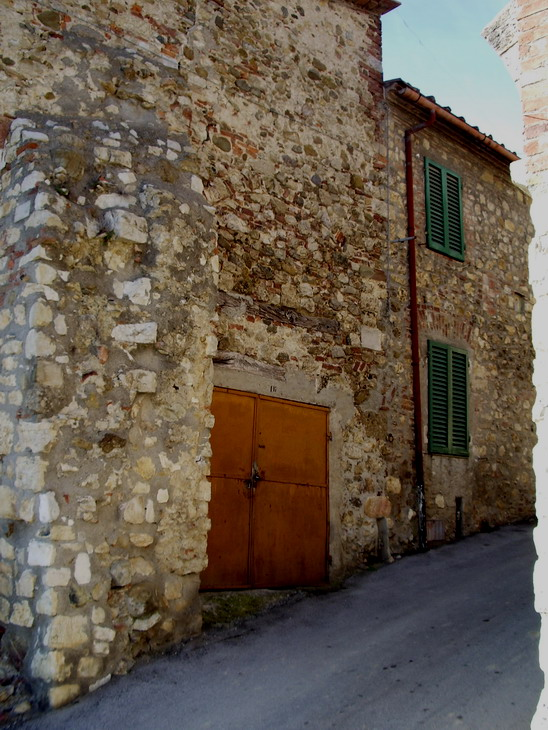
Resti della porta Senese